# Blomia
Blomia é um género botânico pertencente à família Sapindaceae.